# 渡辺太
渡辺 太（わたなべ ふとし、1988年7月25日 - ）は、日本の競技麻雀のプロ雀士。埼玉県さいたま市出身。
最高位戦日本プロ麻雀協会およびMリーグ・赤坂ドリブンズ所属。オンライン麻雀において、「太くないお」「ないおトン」などのハンドルネームで活動している。

## 経歴
5歳頃に家族麻雀を通じて麻雀を覚えた。
2007年、東京大学理科I類に現役合格するが、医師の道を志して休学。北海道にある某大学の医学部合格後に東京大学を中退した。医師免許を取得後、北海道の病院で内科の勤務医をしていた。
2009年からオンライン麻雀『天鳳』で活動。2014年、「太くないお」のハンドルネームで最高位段位である天鳳位に到達し、5代目の4人打ち（4麻）天鳳位となる。
2019年、「藤井聡太」（藤井聡ふと）のハンドルネームで14代目の3人打ち（3麻）天鳳位となる。2020年には同一IDで16代目4人打ち（4麻）天鳳位となり、初の「同一IDでの3麻+4麻天鳳位」を達成する。
オンライン麻雀『雀魂』にて「ないおトン」のハンドルネームで3麻・4麻共に最高位段位である魂天に到達している。2021年に4麻魂天、2022年に3麻魂天に到達。
2023年2月、最高位戦日本プロ麻雀協会48期前期として入会し、プロ雀士に転向。これまでの実績により第48期最高位戦B1リーグへの編入となった。天鳳位経験者がプロに転向するのは石川遼（すずめクレイジー）、朝倉康心 (ASAPIN)、山田独歩（独歩）に続き4人目。
2023年6月30日、Mリーグドラフト会議で赤坂ドリブンズから2巡目全体7番目に指名された。
2023年10月、第48期最高位戦B1リーグの結果、A2リーグに昇級した。同月、 Mリーグでのキャッチフレーズを、自ら考案した「麻雀シンギュラリティ」に決めた。

## 人物
- VTuber「ないおトン」としても活動している。アバターは豚のイラスト。
- プロ雀士となるにあたり北海道の病院を辞め、都内の複数の病院で非常勤の医師として勤務している[11]。
- 主な呼称は「太」「ふとっしー」「ないおトン」。天鳳を始めた当初のIDが「ステルスデブ」であったため、界隈では「デブさん」と呼ばれていた時代もある。ちなみに松本吉弘からは「ふとっちょ」と呼ばれている。Mリーグでも、赤坂ドリブンズ監督の越山剛により「太」と登録されている。
- 麻雀AI「NAGA」のモデルとなっている[12]。その中のタイプの一つである「オメガ」の成分は、ほぼ100%渡辺の打ち筋が占めている。
- 主な趣味はカラオケ、将棋。将棋は観る将で棋譜をよく眺めていると語っている。
- 好きな食べ物は寿司。親交のある多喜田翔吾によれば、くら寿司によく行っているとのこと。
- 元々運動が苦手で、中学生の頃まで自転車に乗れなかったほど。しかし修学旅行で自転車に乗って移動しなければならないプログラムがあり、その際は担任とマンツーマンの特訓でなんとか克服し、事なきを得た。以降もあまり運動をしてこなかったが、仲林圭の誘いでパーソナルジム通いを開始した。時折仲林のXのアカウントで休憩中の渡辺の写真がポストされている。

## Mリーグ成績
| シーズン | チーム         | 半荘 | 個人スコア | 個人スコア | 個人スコア | 最高スコア | 最高スコア | 4着回避率 | 4着回避率 | 連対率 | トップ率 | 平均 着順 | 1着 | 1.5 | 2着 | 2.5 | 3着 | 3.5 | 4着 | 参照   |
| シーズン | チーム         | 半荘 | Pt         | 順位       | 平均       | 点         | 順位       | 率        | 順位      | 連対率 | トップ率 | 平均 着順 | 1着 | 1.5 | 2着 | 2.5 | 3着 | 3.5 | 4着 | 参照   |
| -------- | -------------- | ---- | ---------- | ---------- | ---------- | ---------- | ---------- | --------- | --------- | ------ | -------- | --------- | --- | --- | --- | --- | --- | --- | --- | ------ |
| 2023-24  | 赤坂ドリブンズ | 26   | 36.2       | 12/36      | 1.4        | 49,600     | 28/36      | 0.8462    | 6/36      | 57.7%  | 19.2%    | 2.38      | 5   | 0   | 10  | 0   | 7   | 0   | 4   | [ 13 ] |
| 2024-25  | 赤坂ドリブンズ | 26   | 199.3      | 9/36       | 7.7        | 44,400     | 33/36      | 0.8846    | 4T/36     | 69.2%  | 26.9%    | 2.15      | 7   | 0   | 11  | 0   | 5   | 0   | 3   | [ 14 ] |
| 通算     | 通算           | 52   | 235.5      | 235.5      | 4.5        | 49,600     | 49,600     | 86.5%     | 86.5%     | 63.5%  | 23.1%    | 2.27      | 12  | 0   | 21  | 0   | 12  | 0   | 7   |        |

- 個人賞は規定打荘数（20半荘）以上の選手が対象
- 着順の1.5、2.5、3.5は1着同着、2着同着、3着同着

| シーズン               | チーム                 | 半荘                   | 個人スコア             | 個人スコア             | 最高スコア             | 4着回避率              | 連対率                 | トップ率               | 平着                   | 1着                    | 1.5                    | 2着                    | 2.5                    | 3着                    | 3.5                    | 4着                    |                        |
| シーズン               | チーム                 | 半荘                   | Pt                     | 平均                   | 最高スコア             | 4着回避率              | 連対率                 | トップ率               | 平着                   | 1着                    | 1.5                    | 2着                    | 2.5                    | 3着                    | 3.5                    | 4着                    |                        |
| セミファイナルシリーズ | セミファイナルシリーズ | セミファイナルシリーズ | セミファイナルシリーズ | セミファイナルシリーズ | セミファイナルシリーズ | セミファイナルシリーズ | セミファイナルシリーズ | セミファイナルシリーズ | セミファイナルシリーズ | セミファイナルシリーズ | セミファイナルシリーズ | セミファイナルシリーズ | セミファイナルシリーズ | セミファイナルシリーズ | セミファイナルシリーズ | セミファイナルシリーズ | セミファイナルシリーズ |
| ---------------------- | ---------------------- | ---------------------- | ---------------------- | ---------------------- | ---------------------- | ---------------------- | ---------------------- | ---------------------- | ---------------------- | ---------------------- | ---------------------- | ---------------------- | ---------------------- | ---------------------- | ---------------------- | ---------------------- | ---------------------- |
| 2023-24                | 赤坂ドリブンズ         | 5                      | 116.1                  | 23.2                   | 60,300                 | 100%                   | 60.0%                  | 40.0%                  | 1.90                   | 2                      | 0                      | 1                      | 1                      | 1                      | 0                      | 0                      |                        |
| 2024-25                | 赤坂ドリブンズ         | 6                      | ▲40.4                  | ▲6.7                   | 36,100                 | 83.3%                  | 33.3%                  | 33.3%                  | 2.58                   | 2                      | 0                      | 0                      | 0                      | 2                      | 1                      | 1                      |                        |
| セミファイナル通算     | セミファイナル通算     | 11                     | 75.7                   | 6.9                    | 60,300                 | 90.9%                  | 45.5%                  | 36.4%                  | 2.27                   | 4                      | 0                      | 1                      | 1                      | 3                      | 1                      | 1                      |                        |
| ファイナルシリーズ     |                        |                        |                        |                        |                        |                        |                        |                        |                        |                        |                        |                        |                        |                        |                        |                        |                        |
| 2023-24                | 赤坂ドリブンズ         | 5                      | ▲1.3                   | ▲0.3                   | 47,800                 | 80.0%                  | 40.0%                  | 20.0%                  | 2.60                   | 1                      | 0                      | 1                      | 0                      | 2                      | 0                      | 1                      |                        |
| 2024-25                | 赤坂ドリブンズ         | 4                      | ▲179.4                 | ▲44.9                  | 25,800                 | 25.0%                  | 0%                     | 0%                     | 3.75                   | 0                      | 0                      | 0                      | 0                      | 1                      | 0                      | 3                      |                        |
| ファイナル通算         | ファイナル通算         | 9                      | ▲180.7                 | ▲20.1                  | 47,800                 | 55.6%                  | 22.2%                  | 11.1%                  | 3.11                   | 1                      | 0                      | 1                      | 0                      | 3                      | 0                      | 4                      |                        |
| ポストシーズン通算     | ポストシーズン通算     | 20                     | ▲105.0                 | ▲5.3                   | 60,300                 | 75.0%                  | 40.0%                  | 25.0%                  | 2.58                   | 5                      | 0                      | 3                      | 1                      | 6                      | 0                      | 5                      |                        |

## タイトル・実績
- 第5代4麻天鳳位（2014年）
- 第14代3麻天鳳位（2019年）
- 第16代4麻天鳳位（2020年）
- インターネット麻雀日本選手権2025 優勝（2025年）